# Manuel Medina (boxe anglaise)
Pour les articles homonymes, voir Manuel Medina.
Manuel Medina est un boxeur mexicain né le 30 mars 1971 à Tecuala.

## Carrière
Il remporte à 5 reprises le titre de champion du monde poids plumes : le titre IBF en 1991, 1998 et 2001 ; la ceinture WBC en 1995 et enfin le titre WBO le 12 juillet 2003 face au britannique Scott Harrison, 12 ans après son premier sacre. Medina met un terme à sa carrière en 2008 sur un bilan de 67 victoires, 16 défaites et 1 match nul.